# DAY TO LIFE
株式会社DAY TO LIFE（デイ トゥ ライフ）は、大阪府大阪市北区に本社を置く企業。ファストフード事業を営む。親会社のDAY TO LIFEホールディングスが永谷園ホールディングスの完全子会社であることから永谷園グループに属する。旧社名は株式会社麦の穂。
2018年10月1日に、菓子ブランド「吉祥菓寮」を展開する傘下の株式会社京都吉祥庵（きょうときっしょうあん）を吸収合併した。
2023年10月1日付で、商号を株式会社麦の穂から株式会社DAY TO LIFEへ変更した。

## 運営事業

### スイーツ事業
- ビアードパパの作りたて工房（シュークリーム専門店）
- ココフラン（フランス焼き菓子専門店）
- 路地裏のチーズケーキ工房　ティオ・グラトン（チーズケーキ専門店）
- fufule（焼きたてチーズケーキ専門店）
- 吉祥菓寮 きなこととろり（わらびもち専門店）

### フード事業
- 古式讃岐うどん温や（こだわりの古式讃岐うどん）
- 繁昌うどん（うどん・丼ぶり）
- 愉々家（讃岐うどん・串カツ）
- 満天（讃岐うどん・串カツ）

### かつて行っていた事業
- Ring Ring Ring!（焼きドーナツ専門店）
- 36STICKS（スティックケーキ専門店）

## 事業所
- 東京支社 東京都港区港南2-4-3 三和港南ビル8階
- 守口シューファクトリー 大阪府守口市南寺方東通5-22-11
- 守口ケーキファクトリー 大阪府守口市南寺方東通5-20-10
- 吉祥菓寮ファクトリー 京都府京都市南区吉祥院池ノ内町32